# Pleasant Peak
Pleasant Peak est un pic rocheux situé sur l'île de la Malouine orientale, la deuxième plus grande île des îles Malouines. La base militaire RAF Mount Pleasant est située à 3 km au sud.
C'est à cet endroit que se déroule le tir ami sur un hélicoptère britannique en 1982 lors de la Guerre des Malouines. Pleasant Peak possède un mémorial depuis l'incident.